# جانيس ميتكالف
جانيس ميتكالف (بالإنجليزية: Janice Metcalf)‏ هي لاعب كرة مضرب أمريكية، ولدت في 10 يوليو 1952.